# 에티하드 항공

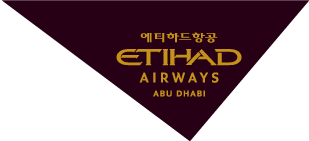
에티하드 항공 대한민국 로고

에티하드 항공(영어: Etihad Airways, 아랍어: الاتحاد للطيران)은 아랍에미리트의 제2의 항공사로, 2003년 12월 12일에 설립되었다. 이 회사는 현재 아부다비 국제공항을 허브 공항으로 사용하고 있으며, 2011년 현재 아시아, 유럽, 오세아니아, 아프리카, 북아메리카 96개 지역에 취항하고 있다. 세계의 항공사 중에서 제일 빨리 성장하는 항공사다. 현재 잉글랜드의 프로 축구인 프리미어리그 소속 클럽 중 하나인 맨체스터 시티 FC 스폰서십이기도 하다.

## 역사

### 창립
아부다비 왕실은 바레인, 카타르와 공동으로 걸프 에어의 공동 소유주였으나 2005년, 걸프 에어 투자서 철회하였고 이전인 2003년 7월 당시 아부다비 왕세자인 셰이크 하메드 빈 자예드 알 나얀의 왕실 칙령에 따라 설립해 11월 공식 설립되었다. 이후 같은해 11월 5일, 아부다비 ~ 알 아인 노선 취항을 시작으로 11월 12일, 아부다비 ~ 베이루트를 취항하였다.

### 확장기
2004년, 에티하드 항공은 유럽과 미주 노선 취항으로 첫 운항 이후 2년 6개월 만에 30개 노선을 확보하였다. 이후 2008년 7월 14일, 판버러에어쇼에서 보잉 787 드림라이너, 에어버스 A350 XWB를 포함한 차세대 항공기 100대 도입을 체결하였다. 2014년 도입 후 지속적으로 노선을 확장, 2007년 460만 명, 2008년 600만 명, 2010년 700만 명 이상의 승객을 수송했다. 2007년 국제항공운송협회(IATA)의 통계 자료에 따르면 성장 부문에서 세계 10대 항공사에 속했다. 2010년 월드트래블어워즈(WTA)에 의해 2년 연속으로 세계에서 가장 앞서나가는 항공사로 선정되었다. 그리고 항공전문 평가기관인 스카이트랙스에서 일등석과 일등석 기내 서비스 부문에서 세계 1위로 선정되었다. 2011년 11월 현재 이 회사를 이끄는 최고 경영자(CEO)는 제임스 호건(영어: James Hogan)으로 예전에 걸프 에어의 CEO였으나 2006년 최고 경영자로 임명되었다.
2011년, 에티하드 항공은 에어 베를린, 에어 세이셸, 에어 링구스, 버진 오스트레일리아의 지분을 각각 29%, 40%, 2%, 10% 인수하였고 2012년에는 제트 에어웨이즈 지분 49%, 2013년에는 다윈 항공의 지분 33% 그리고 2014년에는 알리탈리아의 지분 49%를 인수하였다.

### 경영 위기
2017년, 카타르 외교 위기와 에어 베를린과 제트 에어웨이즈의 경영난에 따라 에티하드 항공은 경영난 해결을 위해 에어버스 A350 XWB, 에어버스 A320neo 패밀리의 도입 규모를 대폭 축소하였고 2021년, 에어 세이셸의 지분 40%를 세이셸 정부에 매각하였다.

## 에티하드 카고
에티하드 카고는 에티하드 항공의 화물 항공사로 2004년에 설립했으며 2008년 33만 톤의 화물을 수송했다. 2005년부터 아부다비 국제공항이 확장되면서 화물 처리 능력이 증가했고 2009년에 WTA에서 세계 최고의 항공사 상장과 세계 여행 상장을 수여받았다.

## 운항 노선
- 2012년 1월 에티하드 항공은 다음과 같은 노선을 운항하고 있다.

### 코드쉐어 협정
- 에티하드 항공은 다음과 같은 항공사와 코드쉐어 협정을 맺고 있다.[10]

| - ITA 항공 - KLM (스카이팀) - S7 항공 (원월드) - TAP 포르투갈 (스타얼라이언스) - 가루다 인도네시아 항공 (스카이팀) - 걸프 에어 - 대한항공 (스카이팀) - 로얄 에어 모로코 (원월드) - 로얄 요르단 항공 (원월드) - 루프트한자 (스타얼라이언스) | - 말레이시아 항공 (원월드) - 방콕 항공 - 버진 오스트레일리아 - 베트남 항공 (스카이팀) - 벨라비아 항공 - 브뤼셀 항공 (스타얼라이언스) - 사우디아 항공 (스카이팀) - 스리랑카 항공 (원월드) - 스위스 국제항공 (스타얼라이언스) - 스칸디나비아 항공 (스카이팀) | - 아르헨티나 항공 (스카이팀) - 아비앙카 항공 (스타얼라이언스) - 아시아나항공 (스타얼라이언스) - 아제르바이잔 항공 - 에게 항공 (스타얼라이언스) - 에어 뉴질랜드 (스타얼라이언스) - 에어 링구스 - 에어 발틱 - 에어 세르비아 - 에어 세이셸 | - 에어 아스타나 - 에어 유로파 (스카이팀) - 에어 캐나다 (스타얼라이언스) - 에어 프랑스 (스카이팀) - 오만 항공 - 이집트 항공 (스타얼라이언스) - 전일본공수 (스타얼라이언스) - 제트블루 항공 - 중국동방항공 (스카이팀) - 중동항공 (스카이팀) | - 케냐 항공 (스카이팀) - 쿠웨이트 항공 - 터키항공 (스타얼라이언스) - 파키스탄 국제항공 - 하이난 항공 - 홍콩 항공 |

## 에티하드 항공 파트너
에티하드 항공 파트너(영어: Etihad Airways Partners)는 여객 항공사를 대상으로 만들어진 항공 동맹으로, 주로 에티하드 항공이 지분을 취득한 항공사로 있다.
| - 에어 세르비아 (49%) - 에어 세이셸 - 버진 오스트레일리아 (24.2%) |

## 보유 기종
- 2024년 3월 기준으로 에티하드 항공은 다음과 같은 기종을 보유하고 있으며 평균 기령은 4.9년이다.[14][15][16]

### 퇴역 기종
- 다음은 에티하드 항공에서 운용했으나 현재 퇴역하였거나 도입을 기획하였으나 취소된 기종이다.[34]

## 사진

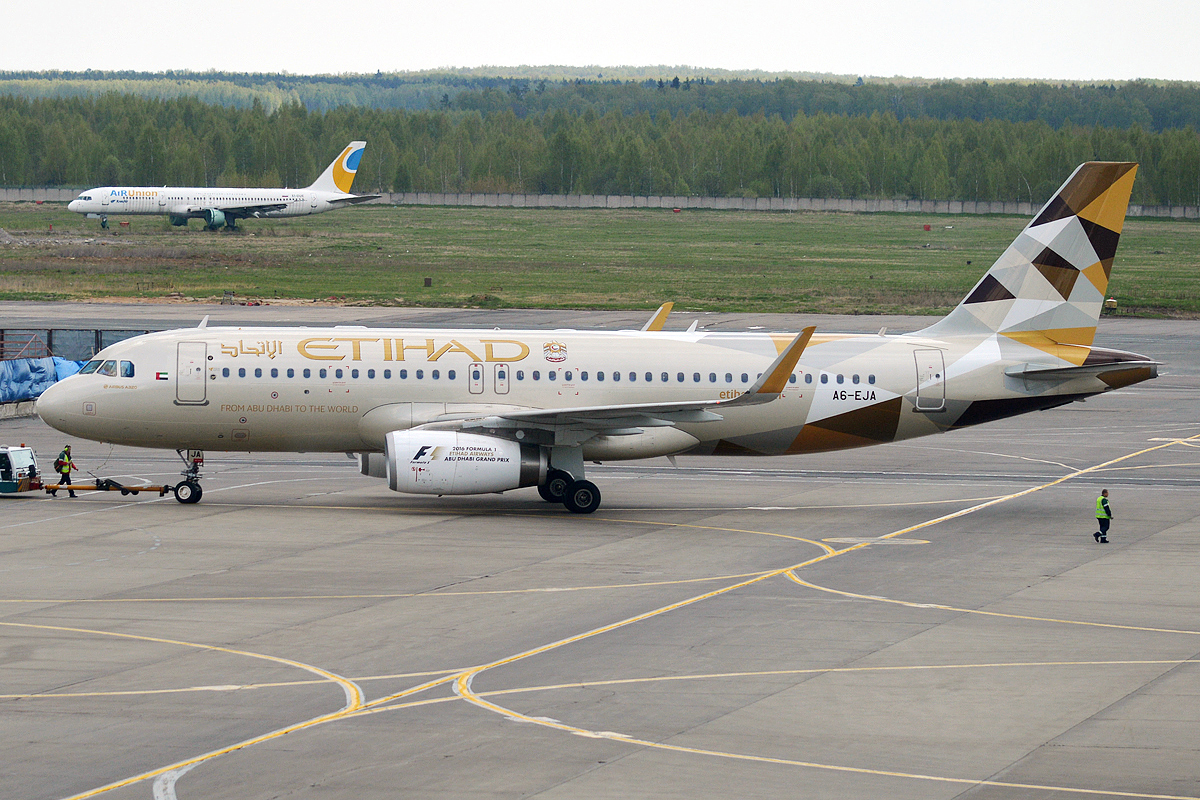
에티하드 항공의 에어버스 A320-200
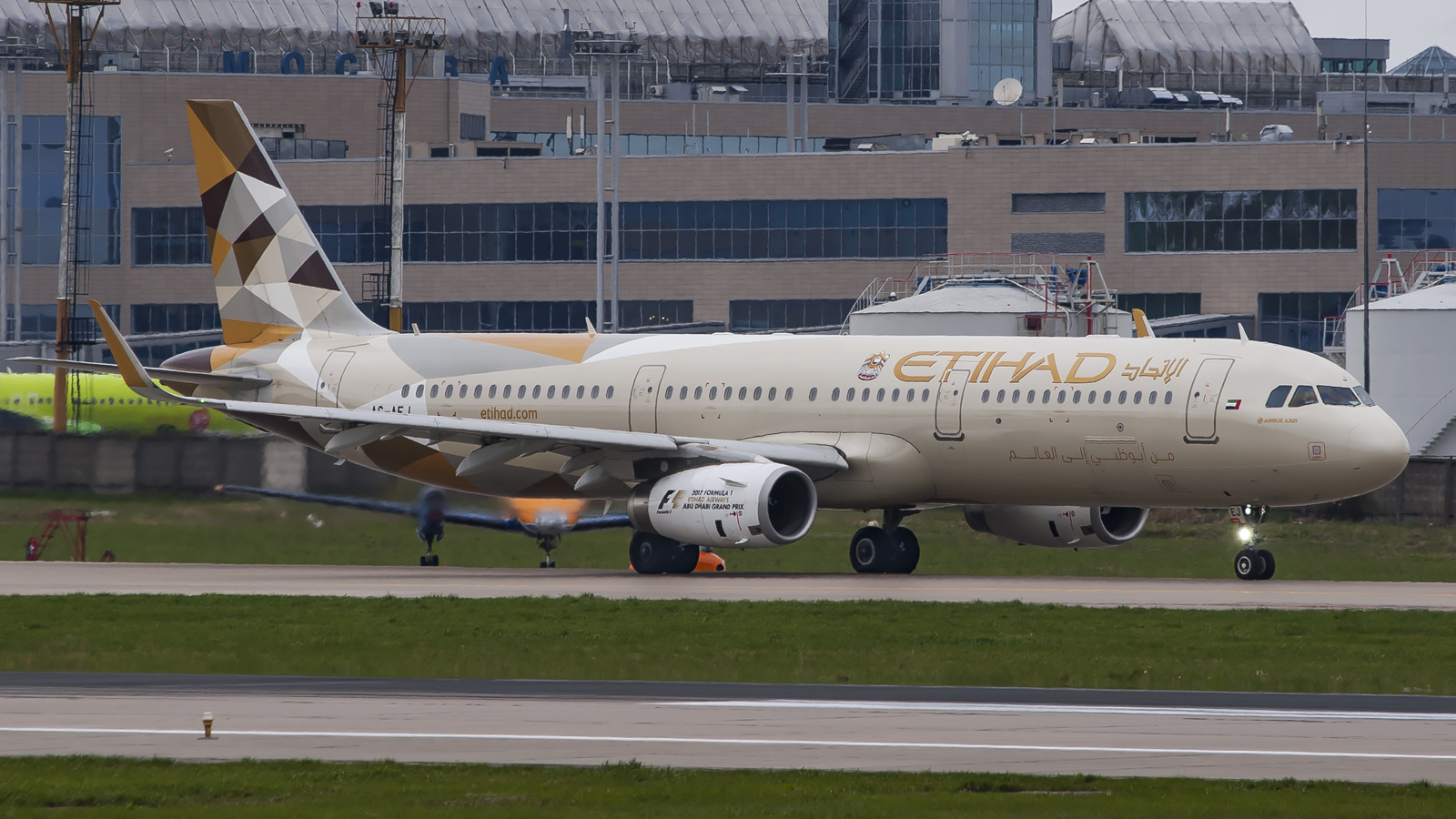
에티하드 항공의 에어버스 A321-200
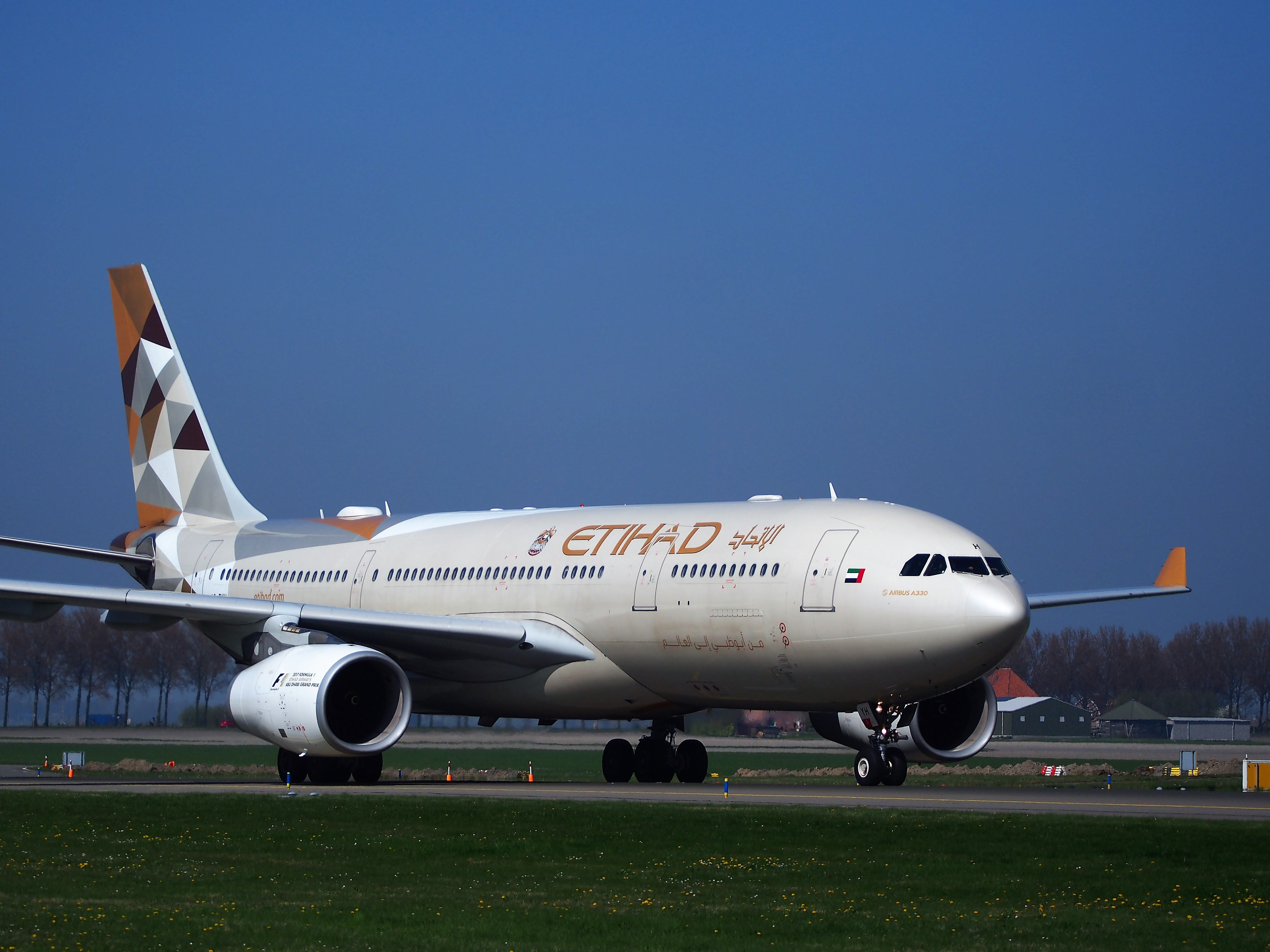
에티하드 항공의 에어버스 A330-200
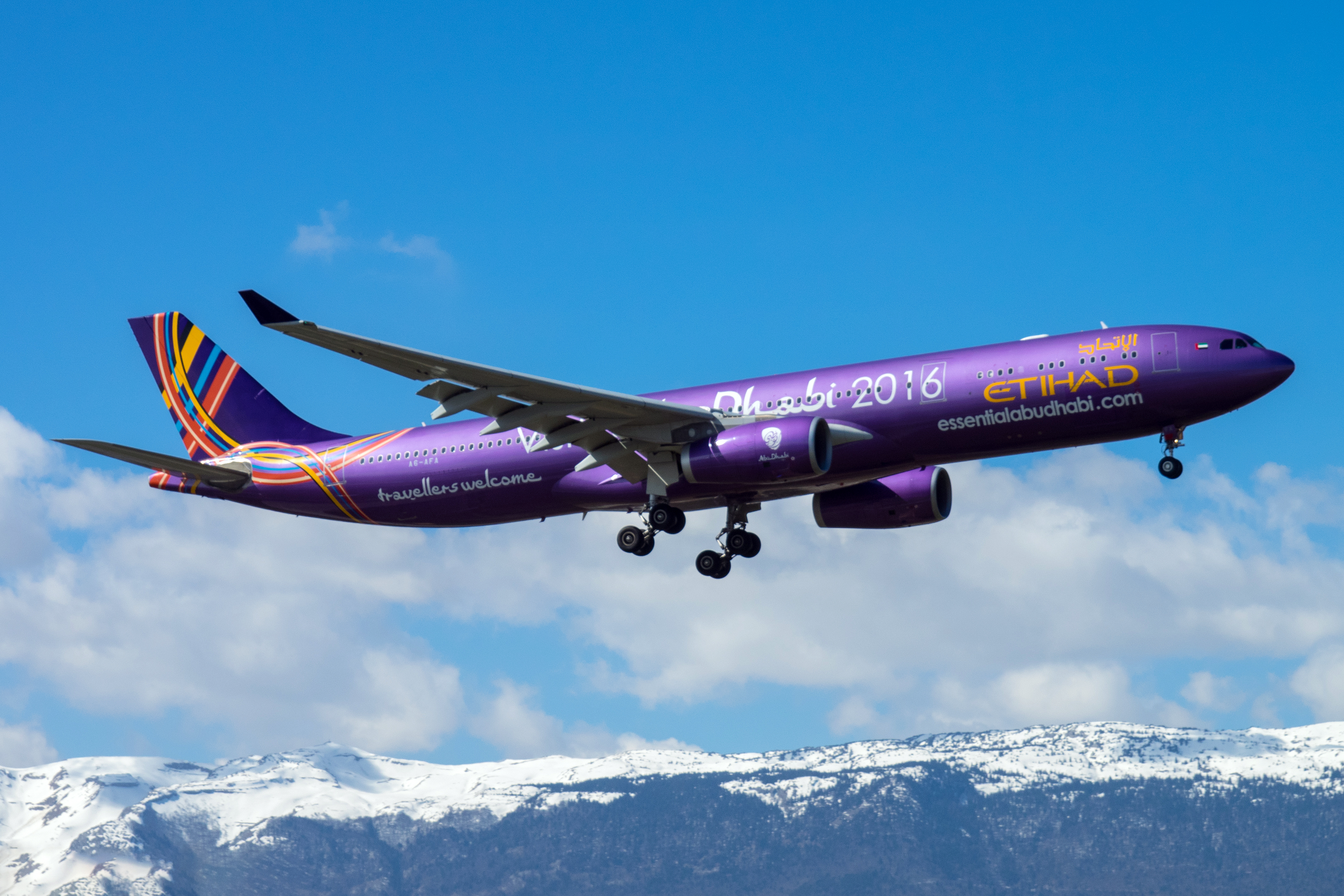
특별도장을 적용한 에티하드 항공의 에어버스 A330-300
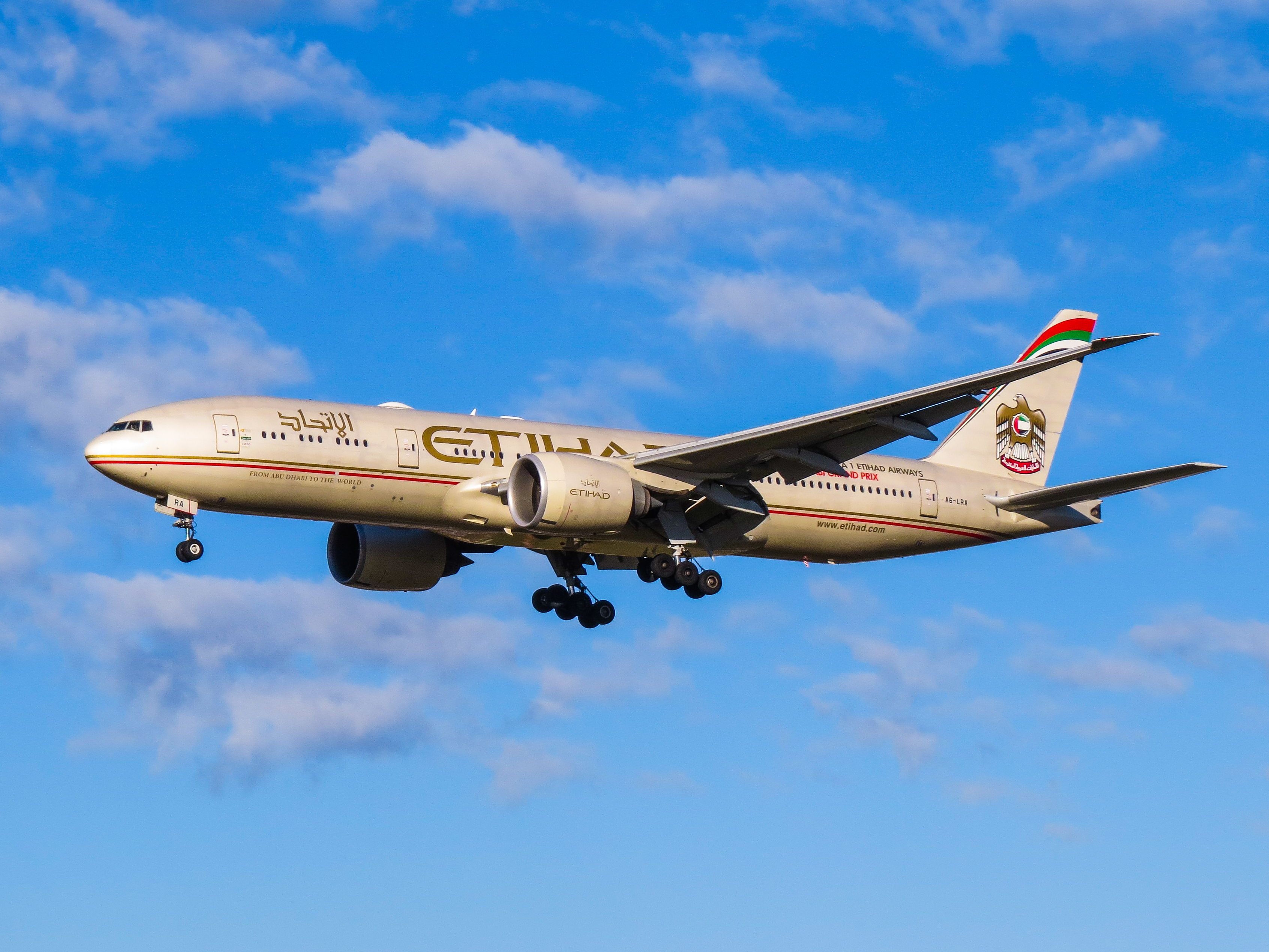
구도장이 적용된 에티하드 항공의 보잉 777-200LR
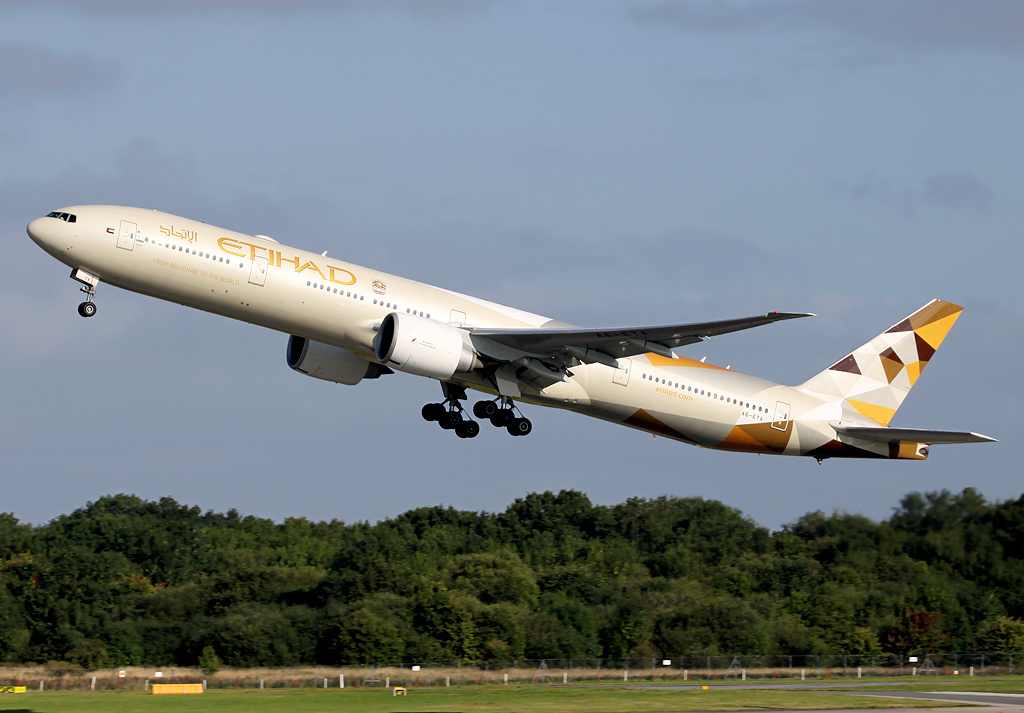
에티하드 항공의 보잉 777-300ER
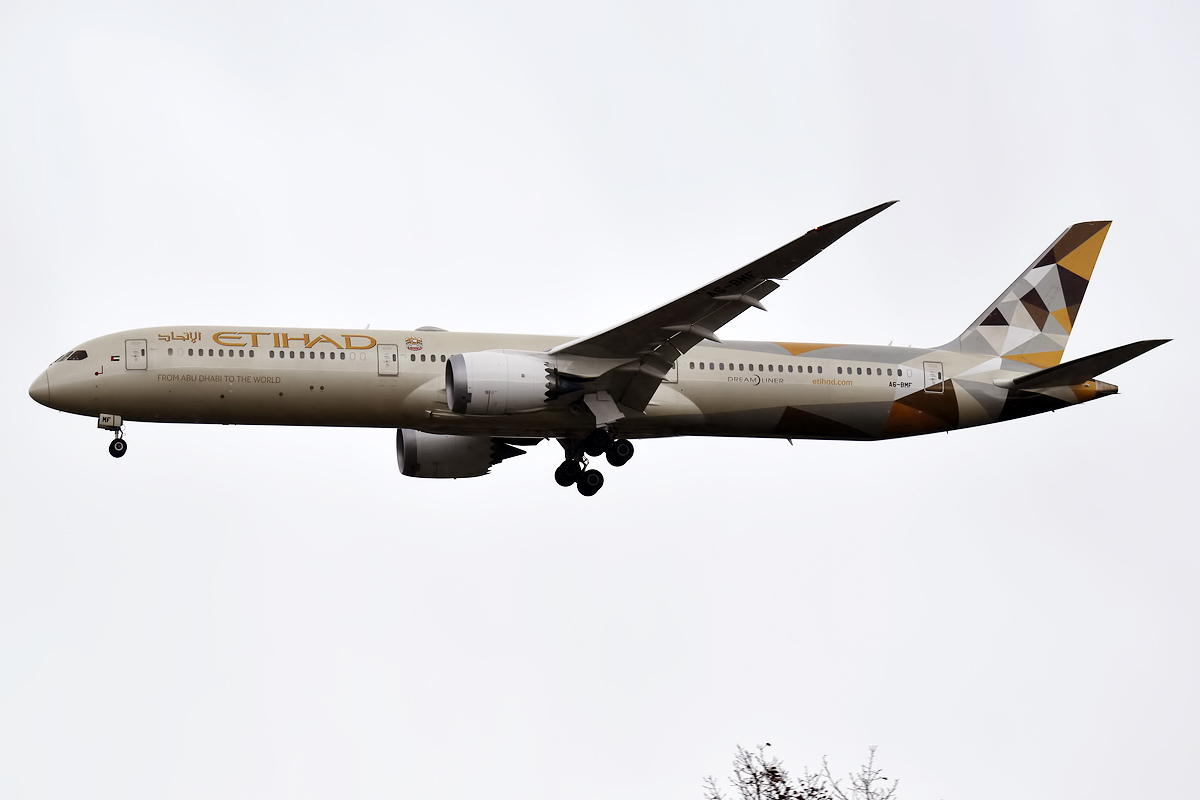
에티하드 항공의 보잉 787-10
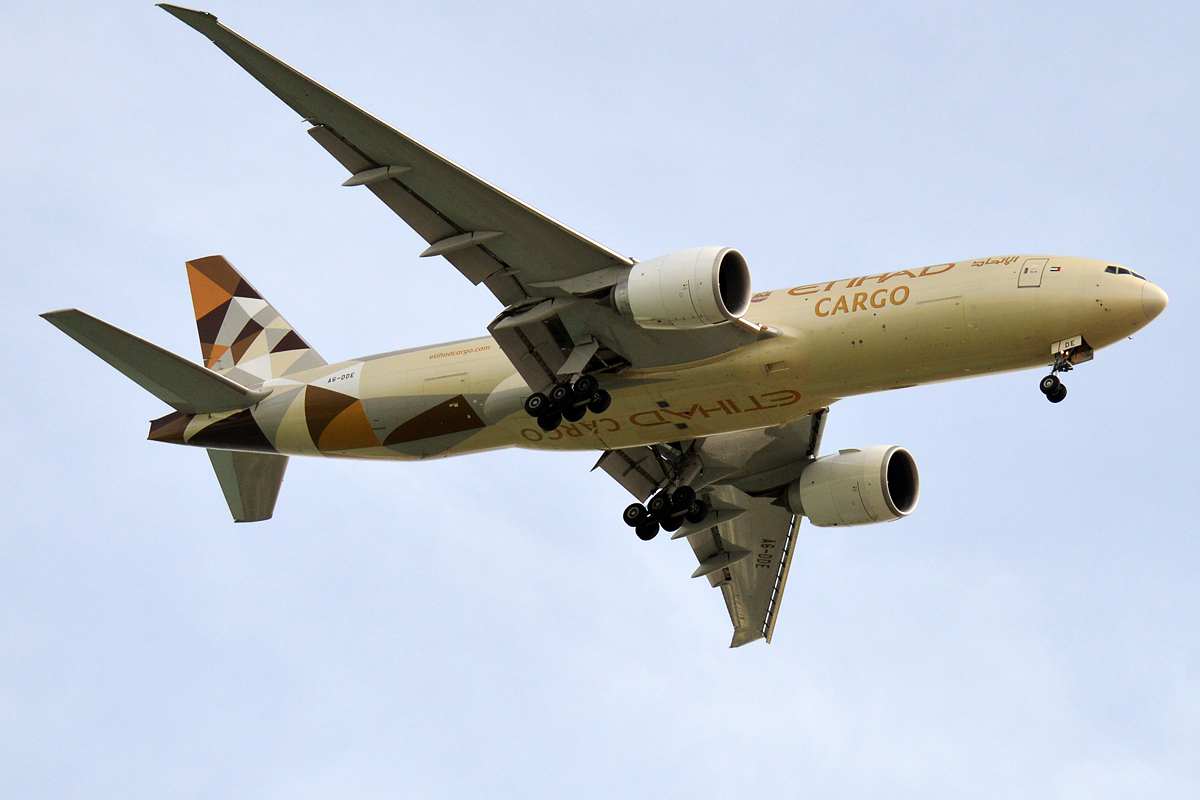
에티하드 카고의 보잉 777F
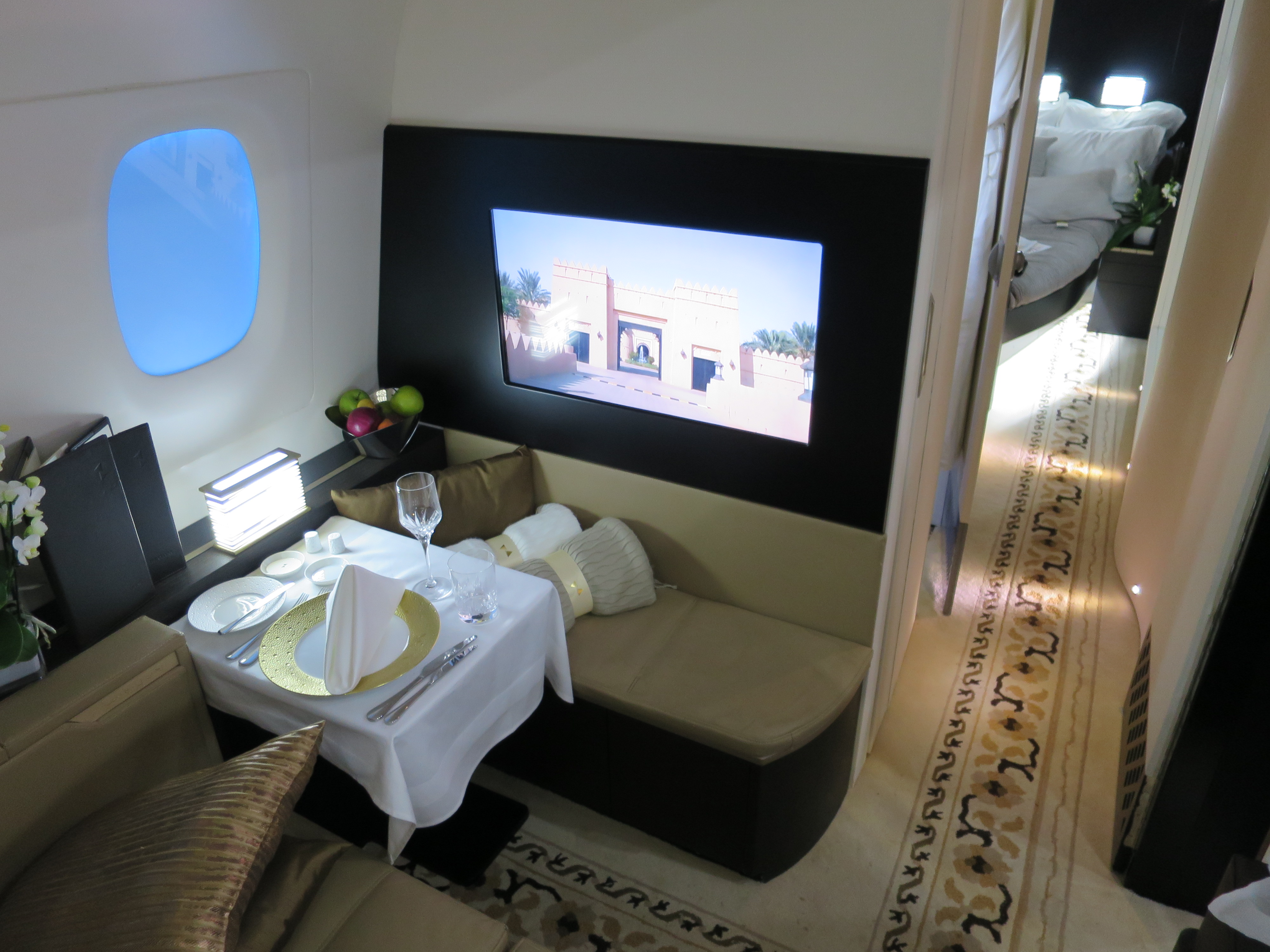
에티하드 항공의 비즈니스석
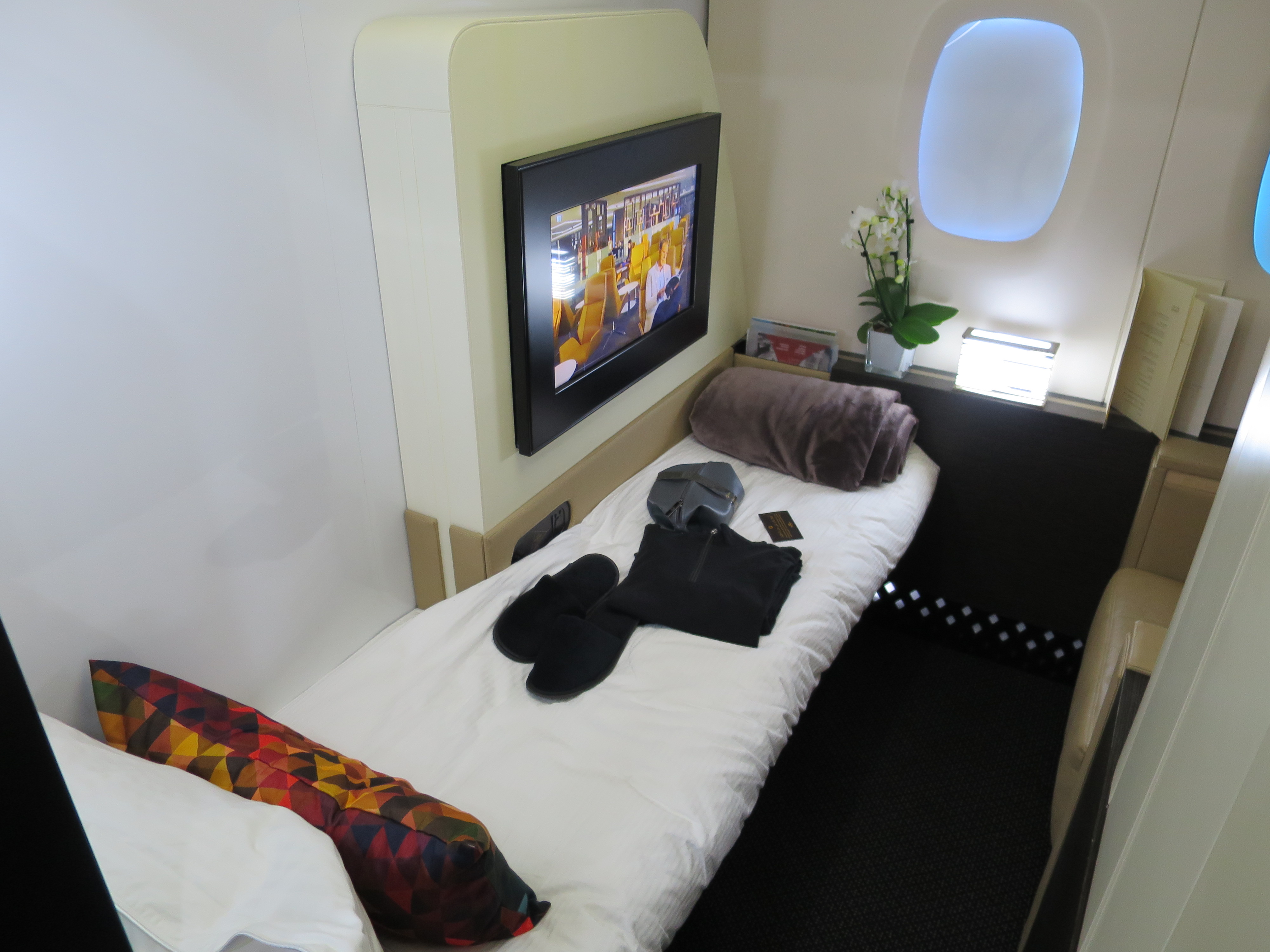
에티하드 항공의 아파트먼트